# Protostrophus
Protostrophus är ett släkte av skalbaggar. Protostrophus ingår i familjen vivlar.

## Bildgalleri

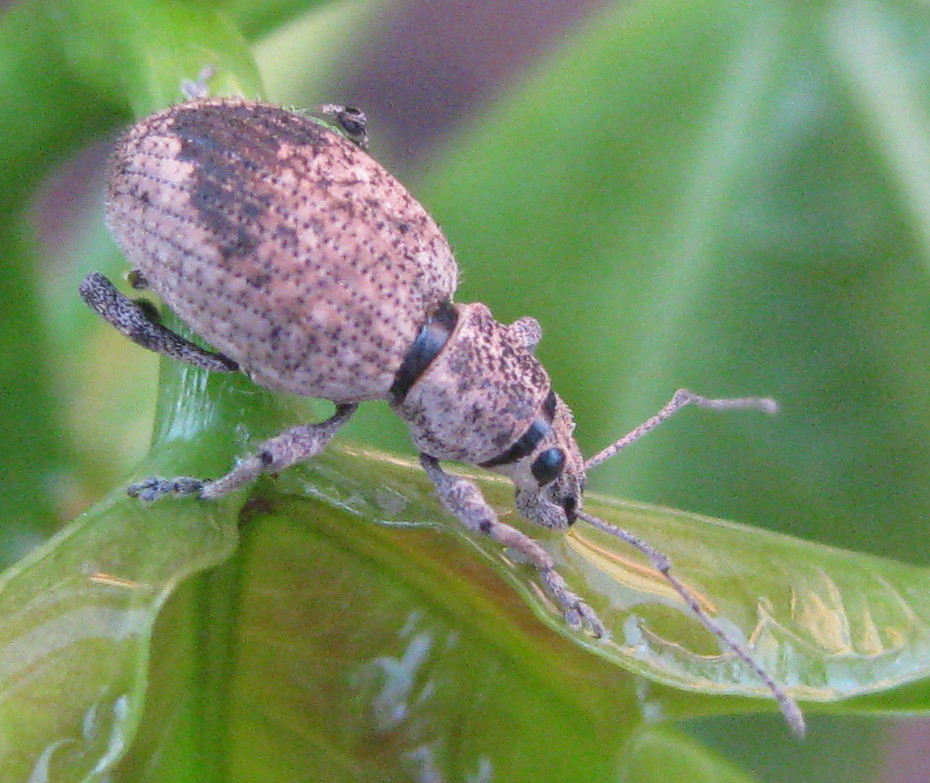

## Dottertaxa tillProtostrophus, i alfabetisk ordning[1]
- Protostrophus acuticollis
- Protostrophus ambiguus
- Protostrophus amplicollis
- Protostrophus ancorifrons
- Protostrophus angolanus
- Protostrophus angulicollis
- Protostrophus armatipes
- Protostrophus barbifrons
- Protostrophus brevicollis
- Protostrophus brevicrinitus
- Protostrophus carinirostris
- Protostrophus cavirostris
- Protostrophus cerealis
- Protostrophus cognatus
- Protostrophus compactus
- Protostrophus concinnus
- Protostrophus consobrinus
- Protostrophus convexicollis
- Protostrophus crinitus
- Protostrophus crucifer
- Protostrophus crucifrons
- Protostrophus denticollis
- Protostrophus dilaticollis
- Protostrophus edax
- Protostrophus funestus
- Protostrophus gonocnemis
- Protostrophus gonoderes
- Protostrophus gravis
- Protostrophus gulo
- Protostrophus hamaticollis
- Protostrophus hystrix
- Protostrophus immerens
- Protostrophus indoctus
- Protostrophus indotatus
- Protostrophus instabilis
- Protostrophus integer
- Protostrophus latirostris
- Protostrophus longulus
- Protostrophus lugubris
- Protostrophus mucronatus
- Protostrophus mutator
- Protostrophus noxius
- Protostrophus obliquecinctus
- Protostrophus oblongus
- Protostrophus obsoletesignatus
- Protostrophus ocularius
- Protostrophus perditor
- Protostrophus perspicax
- Protostrophus planatus
- Protostrophus plumbeus
- Protostrophus praelongatus
- Protostrophus pupillatus
- Protostrophus purcelli
- Protostrophus rotundicollis
- Protostrophus rotundus
- Protostrophus sebakuanus
- Protostrophus setifer
- Protostrophus sorghi
- Protostrophus sparsus
- Protostrophus spinicollis
- Protostrophus spinulosus
- Protostrophus strigifrons
- Protostrophus sulcatifrons
- Protostrophus terrenus
- Protostrophus turpis
- Protostrophus vastator
- Protostrophus vorax